# Hydrobasileus vittatus
Hydrobasileus vittatus är en trollsländeart som beskrevs av Kirby 1889. Hydrobasileus vittatus ingår i släktet Hydrobasileus och familjen segeltrollsländor. IUCN kategoriserar arten globalt som otillräckligt studerad. Inga underarter finns listade i Catalogue of Life.